# 7808 Баґулд
7808 Баґулд (7808 Bagould) — астероїд головного поясу, відкритий 5 квітня 1976 року.
Тіссеранів параметр щодо Юпітера — 3,410.